# Marquis de Sarria
 (mars 2022).
Si vous disposez d'ouvrages ou d'articles de référence ou si vous connaissez des sites web de qualité traitant du thème abordé ici, merci de compléter l'article en donnant les références utiles à sa vérifiabilité et en les liant à la section « Notes et références ».

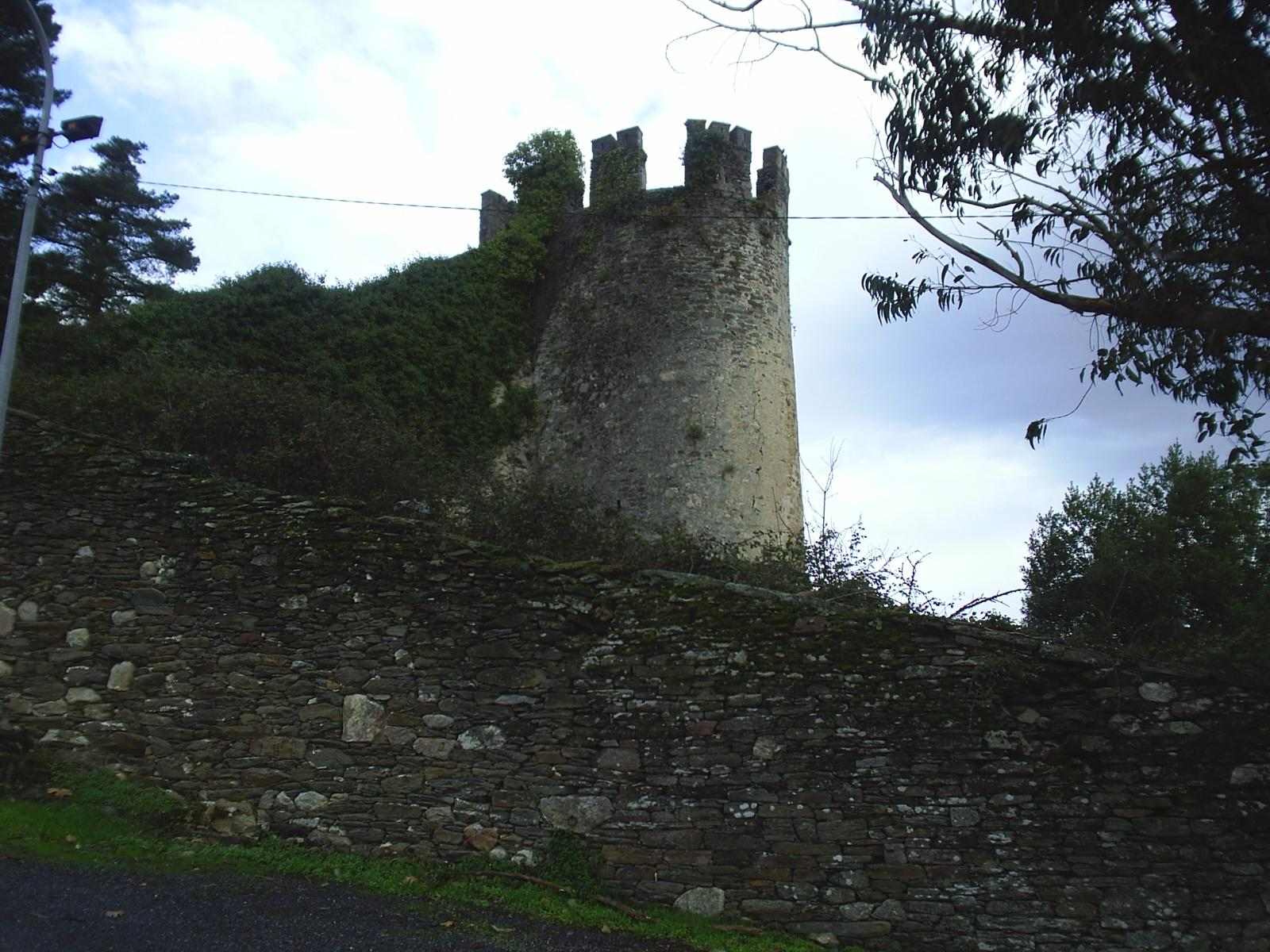
Tour du bataillon du château de Sarria.

Le marquisat de Sarria est un titre de noblesse espagnol accordé le 1er mai 1543 en faveur de Fernando Ruiz de Castro y Portugal, IVème comte de Lemos. Son nom fait référence à la commune galicienne de Sarria. C'est un titre traditionnellement lié à la Maison de Castro qui est aujourd'hui détenu par la Maison d'Albe bien que contesté par une branche des Castro.

## Marquis de Sarria
- Fernando Ruiz de Castro y Portugal ou Fernando de Castro y Portugal (1505-1575), IVe comte de Lemos, Ier marquis de Sarria et grand d'Espagne. Marié avec Teresa de Andrade, IIIe comtesse de Villalba.
- Pedro Fernando Ruiz de Castro Andrade y Portugal le Vieux (1524-1590), Ve comte de Lemos, IIe marquis de Sarria et grand d'Espagne.
- Fernando Ruiz de Castro Andrade y Portugal (1548-1601), VIe comte de Lemos, IIIe marquis de Sarria, grand d'Espagne et vice-roi de Naples (1599-1601).
- Pedro Fernández de Castro y Andrade (1576-1622), VIIe comte de Lemos, IVe marquis de Sarria, grand d'Espagne, président du Conseil des Indes, vice-roi de Naples (1610-1616) et président du Conseil Suprême d'Italie. "Grand Comte de Lemos" "Honneur de Notre Âge", grand mécène et personnage d'importance majeure.
- Francisco Ruiz de Castro (1582-1637), VIIIe comte de Lemos, V marquis de Sarria, Grand d'Espagne et vice-roi de Naples (1601-1603). En 1629, il renonce à tous ses titres et possessions et entre au monastère de Sahagún comme moine bénédictin, sous le nom de Fray Agustín de Castro.
- Francisco Fernández de Castro (1613-1662), 9e comte de Lemos, VIe marquis de Sarria, grand d'Espagne et vice-roi d'Aragon.
- Pedro Antonio Fernández de Castro (1634-1667), 10e comte de Lemos, VIIe marquis de Sarria, Grand d'Espagne, 27e vice-roi du Pérou entre 1667 et 1672, sous le règne de Charles II (1665-1700) de la Maison d'Autriche.
- Ginés Miguel María de la Concepción Ruiz de Castro Andrade y Portugal Osorio (1666-1741), 11e comte de Lemos, 9e comte de Villalba et VIIIe marquis de Sarria, Grand d'Espagne ; il mourut sans descendance et sa lignée passa à sa nièce Rosa María de Castro y Centurión.
- Rosa María de Castro y Centurión (1691-1772), 12e comtesse de Lemos, IXe marquise de Sarria, Grande d'Espagne. Elle est morte en 1772 sans descendance. Après des conflits héréditaires entre les branches de la famille, le titre est passé à son neveu, le duc de Béjar.
- Joaquín López de Zúñiga y Castro (1715-1777), 13e comte de Lemos, 10e marquis de Sarria, grand d'Espagne. Il mourut sans descendance et avec lui, la Maison de Castro perdit le titre de Comte de Lemos ainsi que celui de Marquis de Sarria qui passèrent à la branche parentale la plus proche, la Maison de Berwick.
- Jacobo Francisco Fitz-James Stuart y Colón de Portugal (1718-1785), 14e comte de Lemos, XIe marquis de Sarria, 3e duc de Berwick et grand d'Espagne ; il a hérité du titre en tant que quatrième petit-fils de Fernando Ruiz de Castro y Portugal. Il épouse María Teresa da Silva y Álvarez de Toledo, fille du duc et de la duchesse d'Alba, le 26 juillet 1738. Son fils lui succède,
- Carlos Bernardo Fitz-James Stuart y Silva (1752-1787), 15e comte de Lemos, XIIe marquis de Sarria et grand d'Espagne. Il épouse Carolina Augusta zu Stolberg-Gedern, princesse de Hornes, le 9 octobre 1771. Son fils lui succède,
- Jacobo Felipe Fitz-James Stuart zu Stolberg-Gedern (1773-1794), 16e comte de Lemos, XIIIe marquis de Sarria, 3e duc de Berwick et grand d'Espagne. Son fils lui a succédé,
- Jacobo Fitz-James Stuart y Silva (1791-1794), 17e comte de Lemos, 14e marquis de Sarria, 4e duc de Berwick et grand d'Espagne. Il est mort à l'âge de trois ans. Son frère lui a succédé,
- Carlos Miguel Fitz-James Stuart y Silva (1794-1835), XVIIIe comte de Lemos, XVe marquis de Sarria, V duc de Berwick, XIVe duc d'Albe et grand duc d'Espagne. Son fils lui a succédé,
- Jacobo Fitz-James Stuart y Ventimiglia (1821-1881), 19e comte de Lemos, XVIe marquis de Sarria, 6e duc de Berwick, 14e duc d'Albe et grand duc d'Espagne. Il a épousé Francisca de Palafox Portocarrero, 9e comtesse de Montijo, sœur de l'impératrice Eugenia. Son fils lui succède,
- Carlos María Fitz-James Stuart y Portocarrero (1849-1901), 20e comte de Lemos, XVIIe marquis de Sarria, 7e duc de Berwick, 16e duc d'Albe et grand duc d'Espagne. Son fils lui a succédé,
- Jacobo Fitz-James Stuart y Falcó (1878-1953), XXIe comte de Lemos, XVIIIe marquis de Sarria, XVIIe duc d'Alba, VIIIe duc de Berwick et Grand d'Espagne. Sa fille unique lui succède.
- Cayetana Fitz-James Stuart (1926-2014), XXIIe Comtesse de Lemos, XIXe Marquise de Sarria, IXe Duchesse de Berwick, XVIIIe Duchesse d'Alba et autres titres, dix-sept fois Grandee d'Espagne.
- Carlos Fitz-James Stuart y Martínez de Irujo, XXe marquis de Sarria.